# Scea servula
Scea servula är en fjärilsart som beskrevs av W. Warren 1901. Scea servula ingår i släktet Scea och familjen tandspinnare. Inga underarter finns listade.